# Swedish Chess Computer Association
Pour les articles homonymes, voir SCCA.
La Swedish Chess Computer Association est l'Association suédoise des échecs sur ordinateur (Svenska schackdatorföreningen (SSDF) en suédois), elle est connue pour sa publication régulière d'un classement Elo des programmes d'échecs.

## Efficacité du système
Cette organisation a pour but de tester les logiciels d'échecs sur ordinateur en les faisant s'affronter mutuellement sur des plateformes identiques. La SSDF produit un classement qui est le résultat de ces affrontements.
La SSDF produit l'une de seules mesures du niveau des programmes d'échecs statistiquement significative, en comparaison avec les tournois d'ordinateurs, car elle inclut les résultats des milliers de parties en cadence de tournoi sur du matériel standard. La liste indique non seulement le classement mais aussi la marge d'erreur, les pourcentages de victoires et l'ensemble des parties jouées.
Au 23 mars 2010, la liste met en tête Deep Rybka 3 avec un classement Elo de 3227 points. En juin 2006, il a été le premier ordinateur à franchir les 2900 points (le classement SSDF est indépendant de celui de la Fédération internationale des échecs, il peut être utilisé uniquement pour faire une comparaison entre deux programmes).

## Remise en cause de l'évaluation
Le classement SSDF a récemment[Quand ?] été l'objet de critiques dues à l'utilisation d'ordinateurs trop peu performants pour les tests (256 MB de mémoire pour un processeur Athlon cadencé à 1,2 GHz).
La SSDF a annoncé que ces prochaines plateformes de test seraient cadencées par des processeurs Intel Core 2 Quad 66 002,4 GHz et 64bits et 2 GB.